# Martine Bulard
Pour les articles homonymes, voir Bulard.
Martine Bulard est une journaliste française, économiste et écrivaine, née en 1952, elle a été rédactrice en chef à L'Humanité Dimanche et est depuis 2004 rédactrice en chef adjointe au Monde diplomatique. Elle a aussi eu une activité militante et des fonctions importantes au sein du Parti communiste français (PCF).

## Biographie
Martine Bulard est entrée au comité central du PCF, organisme dirigeant du parti, lors du XXVe congrès du PCF en 1985.
Entre 1988 et 1998, elle a été rédactrice en chef de L'Humanité-Dimanche, qui a été modifié en 1997 sous le titre de L'Humanité-Hebdo,. C'est sous son impulsion, en 1997, que l'Humanité-Dimanche, « le magazine du PCF » devint l'Humanité-Hebdo, « un hebdo communiste, du côté des citoyens, dans l’esprit de la mutation communiste »,.
Depuis 2004, elle est rédactrice en chef adjointe du Monde Diplomatique, responsable du secteur Asie. Elle en devient rédactrice en chef en juin 2010 en replacement de Maurice Lemoine.
Pour le numéro 123 de Manière de voir, intitulé : Chine, état critique, Martine Bulard en assure la coordination, l'universitaire Jean-Louis Rocca considère que son intérêt réside dans la diversité des approches présentées.
En 2019, elle visite le Tibet.

## Ouvrages
- L'Occident malade de l'Occident, avec Jack Dion, 2009, Fayard
- Chine-Inde, La course du dragon et de l’éléphant, 2008, Fayard
- L'eau, source de vie, source de conflits : 15e carrefour Le Monde diplomatique Carrefours de la pensée, avec Jean-Pierre Gélard, Vandana Shiva, et Daniel Zimmer, PU Rennes, 2006